# Heinz Mußmann
Heinz Mußmann (* 23. November 1945 in Hannover) ist ein ehemaliger deutscher Ruderer.

## Biografie
Heinz Mußmann wurde 1966 Deutscher Meister im Vierer mit Steuermann. In der gleichen Disziplin gewann er 1971 Silber und 1972 folgte sein zweiter Meistertitel.
Bei den Olympischen Sommerspielen 1972 in München belegte zusammen mit Bernd Krause und Steuermann Stefan Kuhnke den vierten Platz in der Zweier-mit-Steuermann-Regatta.
Mußmann startete für den Deutschen Ruder-Club von 1884 und ist seit vielen Jahren Vorsitzender im Förderkreis des Vereins.